# Evangelhos de Egmond

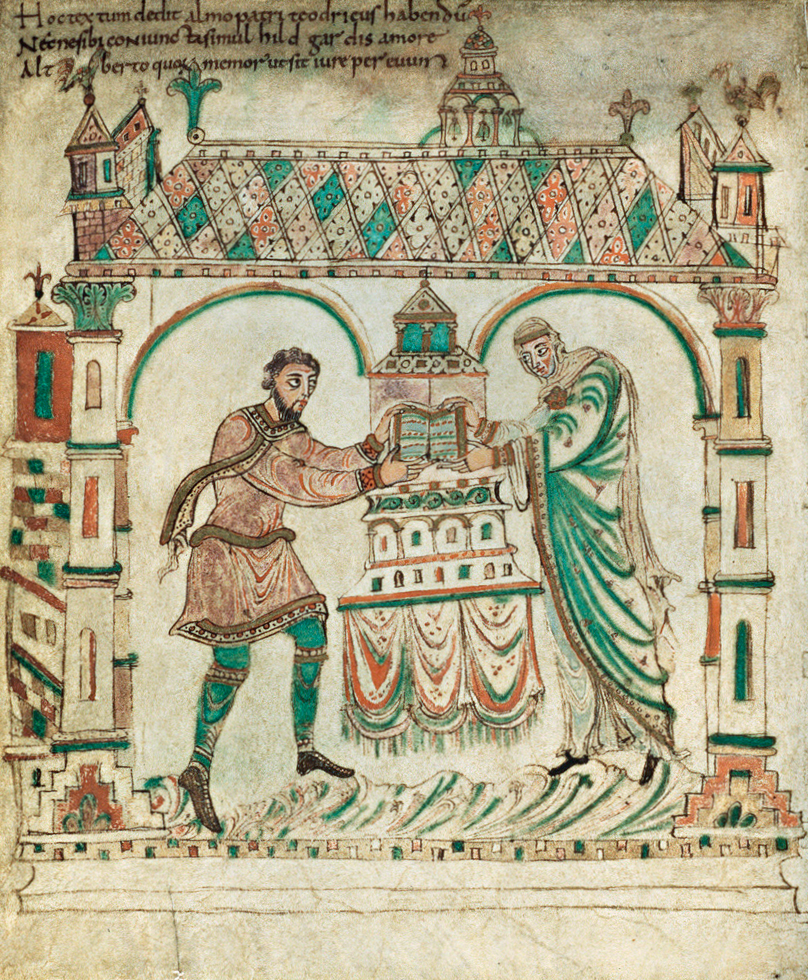
Iluminação em fol. 214v dos Evangelhos de Egmond, com Dirk II e Hildegard apresentando o códice para a Abadia de Egmond

Os Evangelhos de Egmond (em neerlandês:  Evangeliarium van Egmond) é um livro do Evangelho do século IX escrito em latim e acompanhado por ilustrações. Tem o nome da Abadia de Egmond, à qual foi cedido por Teodorico II, e onde permaneceu durante seis séculos. É mais famoso por ser o mais antigo manuscrito sobrevivente mostrando cenas com edifícios e pessoas holandesas, e representa um dos mais antigos tesouros de arte cristã da Holanda. O manuscrito pertence à Biblioteca Real dos Países Baixos desde 1830.

## Informaçãocodicológica
O manuscrito consiste em 218 fólios de velino medindo 232 por 207 mm. Seu texto latino é escrito em uma única coluna de minúsculo carolíngio de 20 linhas medindo 156 por 126 mm. Sua encadernação original era feita de tábuas de carvalho revestidas de ouro e cravejadas de pedras preciosas, que é descrito no "Rijmkroniek van Holland" (Rhyming Chronicle of Holland), escrito por volta de 1300. Em outra descrição de 1805, Hendrik van Wijn descreve uma encadernação de tábuas de madeira cobertas com couro marrom, sem marcas, exceto para a data de 1574. Este é provavelmente o ano em que a valiosa encadernação foi removida. A encadernação foi substituída novamente em 1830, quando foi adquirida pela Biblioteca Real dos Países Baixos, e mais uma vez em 1949 com um pergaminho de pele de bezerro depois que parecia que a lombada colada anteriormente havia causado danos. Sua encadernação atual é feita de pele de cabra branca e data de uma restauração em 1995.

## História

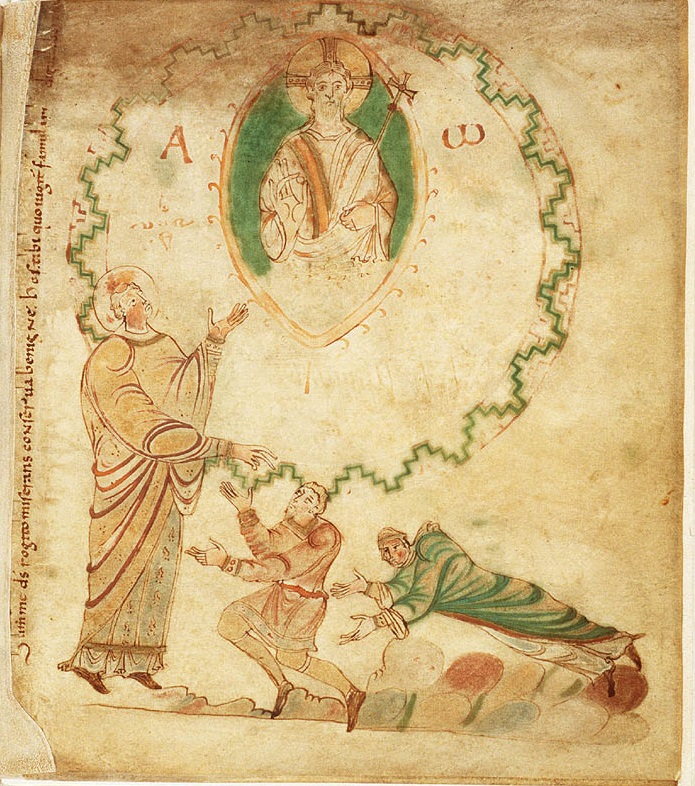
Dirk e sua esposa imploram a Santo Adalberto que interceda por eles junto a Cristo

O manuscrito foi escrito no terceiro quarto do século 9 no noroeste da França, provavelmente em Reims. Não se sabe quem o encomendou.
Por volta de 900, oito fólios foram acrescentados ao manuscrito, dois no início de cada evangelho. No verso do primeiro fólio está o símbolo do evangelista, e no verso do segundo está seu retrato. O verso do segundo fólio mostra o incipit. O texto da página seguinte foi ajustado para reproduzir as primeiras letras do texto em letras grandes e decorativas. Ainda é possível ver lugares onde o texto original foi retirado, por exemplo, fólio 19 reto, no início do Evangelho de Mateus no Liber Generationis. Um espaço acima da primeira linha 'XPI FILII DAVID FILII ABRAHAM' é claramente visível, onde o texto foi removido e trazido para as páginas anteriores. A página provavelmente começava originalmente: 'INC EVANG SCDM MATTHEUM / LIBER GENERATIONIS / IHU XPI FILII DAVID FILII ABRAHAM'. O texto removido foi reescrito em letras decorativas nos fólios adicionados 17v, 18r e 19v. Nessa época, as tabelas canônicas atuais do manuscrito também foram adicionadas. Esses sete fólios precedem o Evangelho de Mateus e podem ter substituído as tabelas canônicas originais ou ter sido os próprios primeiros.
O manuscrito mais tarde chegou às mãos do conde frísio Dirk II, que teve sua encadernação ricamente dourada e decorada com pedras preciosas. Ele também adicionou duas pinturas em miniatura, em um díptico, na parte de trás do manuscrito. Estes retratam ele e sua consorte, Hildegard de Flanders, entregando o manuscrito à Abadia de Egmond. As pinturas em miniatura foram provavelmente adicionadas em Gante entre 975-988, enquanto a doação em si ocorreu em 975.
A miniatura à esquerda no verso do fólio 214 mostra Dirk e Hildegard sob uma estrutura em arco com o livro aberto do evangelho sobre um altar. O exterior da abadia (certamente uma representação fictícia) é descrito como uma moldura arquitetônica para o evento. O texto no canto superior esquerdo indica o que está acontecendo:
Hoc textum dedit almo patri Teodricus habendum
Necne sibi coniuncta simul Hildgardis amore
Altberto quorum memor ut sit iure per evum
(Este livro foi dado por Dirk e sua esposa Hildegard ao misericordioso pai Adalberto, para que ele pensasse neles na eternidade.)
O lado recto mostra Dirk ajoelhado e Hildegard deitada em prosquínese diante de Adalberto, o santo padroeiro da abadia, que implora em seu nome a um Cristo em Majestade. O texto que acompanha diz:
Summe Deus rogito miserans conserva benigne, hos tibi quo iugitur formulari digne laborent
O espaço circular em torno de Cristo provavelmente sugere uma cúpula bizantiana.
O manuscrito foi mantido na Abadia de Egmond até a Revolta Holandesa. Foi registrado no inventário da abadia em 1571. Em 1573, a abadia foi saqueada e destruída, mas os Evangelhos de Egmond já haviam sido transportados para a segurança em Haarlem por Godfried van Mierlo, o abade de Egmond e bispo de Haarlem. :177 O manuscrito foi entregue em 1578 a Pieter van Driel, o coletor de impostos de Haarlem, junto com vários outros itens valiosos. Em 1583, Van Mierlo transferiu sua posse para Hendrik Bercheyk, do mosteiro dominicano em Colônia.  :177
Os Evangelhos de Egmond permaneceram em Colônia com os dominicanos até 1604. Naquele ano, o sucessor de Van Mierlo, Sasbout Vosmeer, tomou-o em sua posse após ser nomeado vicariato apostólico da diocese de Haarlem. :177 O manuscrito provavelmente foi mantido no seminário que Vosmeer fundou em Colônia.
O manuscrito retornou à Holanda entre 1656 e 1688, ou seja, a Utrecht. Em 1688, estava na posse da Geertekerk, de acordo com uma nota escrita por Joannes Lindeborne. Lindeborn era pastor em St. Nicolaas e havia sido aluno e reitor no seminário de Vosmeer em Colônia. :172 É provável que Lindeborn tenha trazido o manuscrito para Utrecht depois que o seminário foi fechado em 1683.
Em 1802, o membro do conselho de Utrecht e arquivista Petrus van Musschenbroek redescobriu o manuscrito na posse de Timot de Jongh, o pastor da igreja da Antiga Roma em Hoek de Utrecht. :177 O colega de Van Musschenbroek, Hendrik van Wijn, havia descrito o manuscrito em seu livro de 1805 "Huiszittend Leven" ("Vida Doméstica"). O manuscrito também foi identificado em 1720 por um pastor anterior da igreja da Antiga Roma, Willibrord Kemp.  :177

Em 1830, o rei Guilherme I comprou os Evangelhos de Egmond para 800 florins e doou-os à Biblioteca Real.